# روبرت رايت كامبل
روبرت رايت كامبل (بالإنجليزية: Robert Wright Campbell)‏ هو كاتب وكاتب سيناريو وروائي وممثل أمريكي، ولد في 9 يونيو 1927 في الولايات المتحدة، وتوفي بنفس المكان في 21 سبتمبر 2000. من الجوائز التي نالها جائزة إدغار.

## جوائز وترشيحات
جوائز
- جائزة إدغار

ترشيحات
- جائزة الأوسكار لأفضل كتابة

## وصلات خارجية
- روبرت رايت كامبل على موقع IMDb (الإنجليزية)
- روبرت رايت كامبل على موقع قاعدة بيانات الفيلم (الإنجليزية)
- روبرت رايت كامبل على موقع كينوبويسك (الروسية)